# Yves Brayer
Yves Brayer (Versalles, 18 de novembre de 1907 - París, 29 de maig de 1990) fou un pintor, dibuixant i escenògraf francès, conegut per les seves pintures de la vida quotidiana.

## Biografia

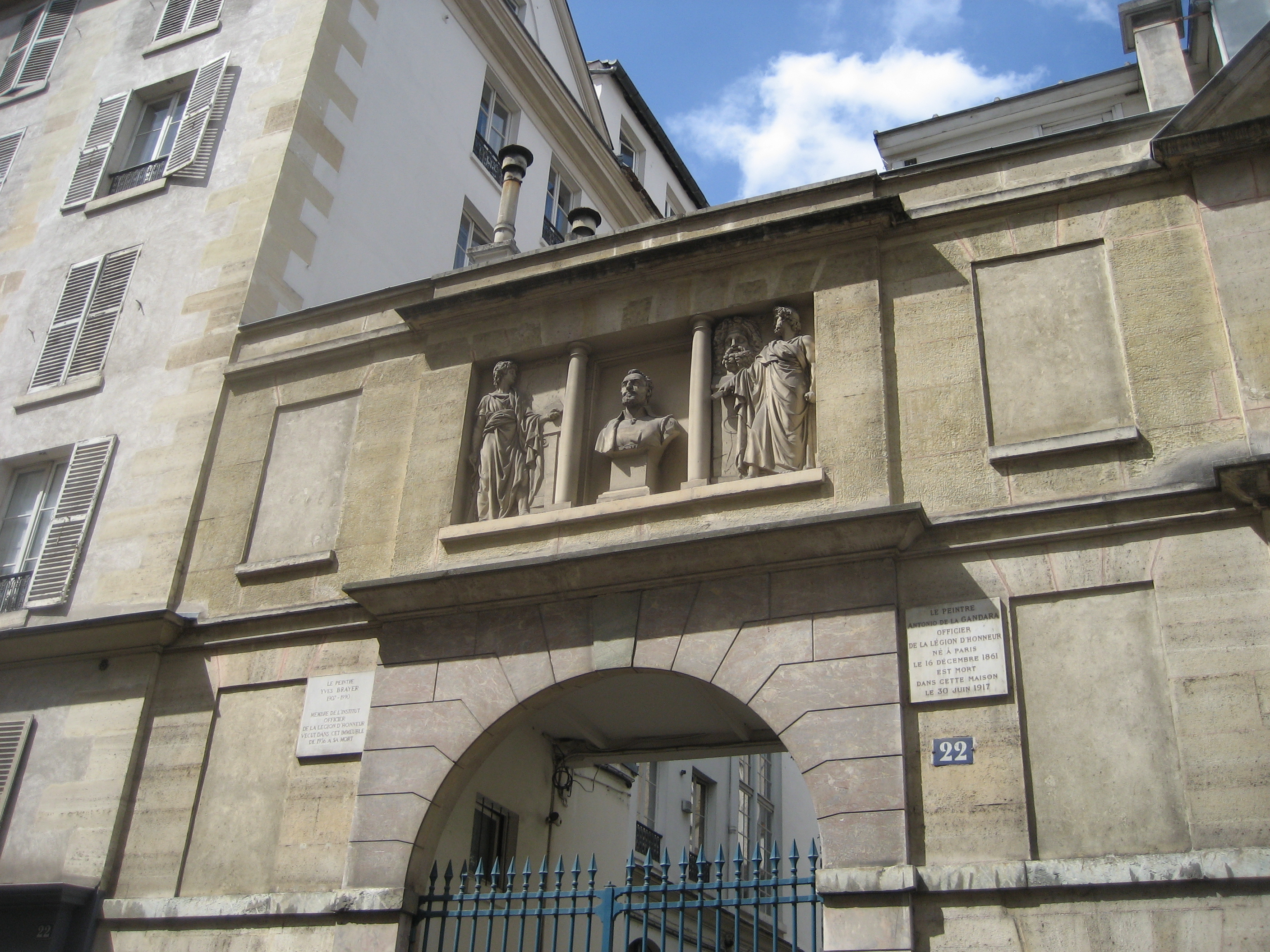
París

Va néixer a Versalles i va arribar a adquirir cert renom entre la Primera Guerra Mundial i la Segona Guerra Mundial. Va estudiar a París, a les acadèmies a Montparnasse a partir de 1924, i després a l'École des Beaux-Arts.
Va exposar per primera vegada en els salons de 1927, i després va viatjar a Espanya, on les obres mestres del Museu del Prado van tenir una profunda influència sobre ell. Després d'una estada al Marroc, va anar a Itàlia, on va guanyar el Gran Premi de Roma el 1930. El 1931 va fer una llarga estada a Cadaqués, on va trobar-se amb Salvador Dalí.
Va tornar a París 1934 i va organitzar la seva primera exposició individual. Va romandre al París ocupat durant la Segona Guerra Mundial. Després de la guerra, va viatjar molt a Mèxic, Egipte, Iran, Grècia, Rússia, els Estats Units i Japó, tractant de capturar la llum i els colors de cada país.
Va ser elegit membre de l'Acadèmia de Belles Arts el 1957. També va ser president del Salón d'Automne durant cinc anys i comissari de l'Museu Marmottan a París durant 11 anys. Va morir a París.

## Obra
Tot i que era independent i no pertanyia a una escola, era amic de Francis Gruber, el fundador del Nouveau Realisme. Estava interessat en les tècniques del gravat i la litografia sobre placa de coure i va produir il·lustracions per a les edicions d'autors com Charles Baudelaire i Paul Claudel. També va crear pintures murals i adorns de paret, cartrons per a tapissos, maquetes, jocs i disfresses per al Théâtre Français i les òperes de París, Amsterdam, Niça, Lyon, Tolosa, Bordeus i Avinyó.